# Fissidentalium ceras
Fissidentalium ceras är en blötdjursart som först beskrevs av Watson 1879.  Fissidentalium ceras ingår i släktet Fissidentalium och familjen Dentaliidae. Inga underarter finns listade i Catalogue of Life.